# Chevrotaine
Chevrotaine település Franciaországban, Jura megyében. Lakosainak száma 33 fő (2022. január 1.). Chevrotaine Saffloz, Fontenu, Le Frasnois és Songeson községekkel határos.

## Népesség
A település népességének változása:
| Lakosok száma | 23   | 22   | 25   | 31   | 35   | 33   | 32   | 34   | 34   | 33   |
|               | 1968 | 1982 | 1990 | 2006 | 2013 | 2015 | 2017 | 2019 | 2020 | 2022 |